# Rampage 2: Universal Tour
Rampage 2: Universal Tour est un jeu vidéo d'action édité par Midway et développé par Avalanche Software sur Nintendo 64 et PlayStation en 1999. Parallèlement, Digital Eclipse a développé une version sur Game Boy Color.
Le jeu fait partie de la série Rampage.

## Accueil
- Nintendo Power : 7,4/10 (N64)[1]
- IGN : 5,3/10 (N64)[2] - 5,2/10 (PS)[3] - 6/10 (GBC)[4]